# Karol Mikołaj Juniewicz
Karol Mikołaj Juniewicz OSPPE pseudonim Doctor S. Theologii Z.O.S. Pawła P. Pustelnika  (ur. 1695, zm. 23 października 1756) – brat zakonny z Zakonu Świętego Pawła Pierwszego Pustelnika, pisarz i poeta późnego baroku, doktor teologii i poliglota.

## Życiorys
Urodził się we wsi Niehniewicze w Wielkim Księstwie Litewskim (Nowogródczyzna), w rodzinie drobnego szlachcica. Prawdopodobnie pobierał nauki w wileńskim kolegium jezuickim. W 1717 wstąpił do zakonu paulinów. Przez całe życie pozostał odtąd z nimi związany. Sprawował w zakonie wysokie funkcje (był, m.in. sekretarzem prowincji polskiej, był też długoletnim wykładowcą szkół zakonnych paulińskich).

## Twórczość
Twórczość jego reprezentuje późny barok z czasów saskich, a zarazem sytuuje się na pograniczu oświecenia. Pisał po polsku i po łacinie. Pozostały po nim utwory panegiryczne, polskie i łacińskie (Augurium sortis beatae Virginis Mariae, Splendor Korony z dwunastu gwiazd, Nimfa, niezachowany Dziewosłąb). 
Miejsce w dziejach literatury polskiej zapewnił mu jednak wielokrotnie wydawany w epoce saskiej poemat Refleksyje duchowne (1731). Ma on dwie redakcje – druga z 1753 r. znacząco różni się od pierwodruku, będąc utworem tyleż satyrycznym, co społeczno-obyczajowo-religijnym (ta redakcja ukazała się jeszcze raz w tym samym roku jako Uwagi pobożne i polityczne). Jest to zarazem ciekawy przykład późnobarokowej groteski.
Stosunek do kwestii polityczno-społecznych czyni Juniewicza jednym z prekursorów oświecenia. Styl poetycki jest barokowy (eksperymenty formalne), zbliżając autora do Józefa Baki. Krytyczny stosunek do realiów życia polskiego i instytucji politycznych Rzeczypospolitej, wyrażony w Refleksjach ściągnął na pisarza potępienie ze strony współzakonników. Schyłek życia Juniewicza prawdopodobnie upłynął na Litwie, jednak ostatecznie pochowano go w macierzystym zakonie paulinów (1756). Wraz z Elżbietą Drużbacką, Janem Stanisławem Jabłonowskim, Dominikiem Rudnickim i tworzącym także w latach późniejszych Józefem Baką należy do znaczących autorów ze schyłku baroku, z czasów saskich.

### Ważniejsze utwory
- Augurium sortis beatae ab architaumaturga augustissimae caelorum imperatricis Ploniarum reginae, Virginis Mariae, Claromontana ara, in universum Poloniae regnum promanantis penes confraternitatem seu congregationem, ejusdem beatissimae Virginis Mariae Claromontanae Czestochoviensis et Inventiones sanctae Crucis a sanctissimo Domino nostro, domino Clemente XI, institutam, erectam, copiosis gratiis comulatam et per celsissimum principem illustrissimum ac excellentissimum dominum D. Casimirum à Łubna Łubieński episcopum Cracoviensem, ducem Severiae ad Marianam basilicam PP. Ordinis S. Pauli primi eremitae solenniter introductam, assumptum, Częstochowa (1713)
- Refleksje duchowne na mądry króla Salomona o doczesności światowej sentyment oraz na krótkość życia ludzkiego, śmierć, sąd straszny, wieczność szczęśliwą i nieszczęśliwą. Krótkim polskiego rytmu stylem chrześcijańskiemu oku spod umbry zakonnej na widok wydane, Częstochowa 1731 (2 wydania); wyd. następne: Wilno 1753
- Dziewosłąb na ślub Zofii Sieniawskiej i księcia Augusta i Aleksandra Czartoryskiego, Częstochowa 1731
- Uwagi pobożne i polityczne, Wilno 1753
- Akta prowincji polskiej księży paulinów, rękopis znajdował się w Bibliotece Jasnogórskiej